# E33 (Maleisië)

De E33

De E33 of Lebuhraya Duta–Ulu Klang (Duta–Ulu Klang Expressway (DUKE)) is een autosnelweg in Maleisië. De snelweg is 18 kilometer lang en verbindt de E1 met Ulu Klang. De E33 werd afgewerkt in 2009.
E1 ·
E2 ·
E3 ·
E4 ·
E5 ·
E6 ·
E7 ·
E8 ·
E9 ·
E10 ·
E11 ·
E12 ·
E13 ·
E14 ·
E15 ·
E16 ·
E17 ·
E18 ·
E19 ·
E20 ·
E21 ·
E22 ·
E23 ·
E24 ·
E25 ·
E26 ·
E27 ·
E28 ·
E29 ·
E30 ·
E31 ·
E32 ·
E33 ·
E35 ·
E36 ·
E37 ·
E38 ·
E39 ·